# سيسلي ماري باركر
سيسلي ماري باركر (بالإنجليزية: Cicely Mary Barker)‏ (28 يونيو 1895 في المملكة المتحدة - 16 فبراير 1973 في المملكة المتحدة)؛ رسامة، كاتِبة، رسامة توضيحية وشاعرة بريطانية.

## روابط خارجية
- سيسلي ماري باركر على موقع ميوزك برينز (الإنجليزية)
- سيسلي ماري باركر على موقع ديسكوغز (الإنجليزية)